# Eleccions al Consell General d'Andorra de 1985
Les eleccions al Consell General d'Andorra de 1985 es van celebrar el 12 de desembre (primera volta) i el 19 de desembre de 1985 (segona volta) per renovar la totalitat del Consell General d'Andorra, format per 28 membres. L'edat de vot es va reduir de 21 a 18 anys.

## Sistema electoral
Cada circumscripció escollia 4 consellers generals. Els límits de les circumscripcions corresponien amb les parròquies. El sufragi era universal per als nacionals andorrans amb majoria d'edat (18 anys). Els partits polítics no es van legalitzar fins l'aprovació de la Constitució de 1993, però els candidats s'agrupaven sota sigles anomenades "grups polítics". Tot i això, la premsa classificava les agrupacions i els candidats segons la seva postura entorn a la situació prèvia a l'elecció: oficialistes o continuistes (si eren favorables al govern sortint o estaven recolzats pels comuns de respectives parròquies) o opositors.
El sistema d'elecció de consellers es feia mitjançant escrutini majoritari plurinominal a dues voltes: els electors podien votar a tants candidats com escons estiguessin en joc. Tots aquells candidats que obtinguessin més del 50% dels vots, eren escollits. Aquells que no aconseguissin, si es que encara quedaven escons per assignar, podien tornar-ho a provar en una segona volta, sense necessitar majoria absoluta.
Un cop s'havia escollit la composició del parlament andorrà, el Consell General havia de triar el cap de Govern amb majoria.

## Resultats
La participació va ser del 80,1%. Tots els candidats van ser escollits a la primera volta, excepte un escó de Sant Julià de Lòria. Per primera vegada a la història d'Andorra, una dona va ser escollida consellera general. Després de les eleccions, Josep Pintat Solans va ser reelegit Cap de Govern.
| Partit                               | Primera volta | Primera volta | Primera volta | Segona volta | Segona volta | Segona volta | Escons totals |
| Partit                               | Vots          | %             | Escons        | Vots         | %            | Escons       | Escons totals |
| ------------------------------------ | ------------- | ------------- | ------------- | ------------ | ------------ | ------------ | ------------- |
| Independents                         | 4.017         | 100           | 27            |              | 100          | 1            | 28            |
| Vots en blanc/nuls                   | 209           | –             | –             |              | –            | –            | –             |
| Total                                | 4.226         | 100           | 27            |              | 100          | 1            | 28            |
| Font: Nohlen & Stöver, la Vanguardia |               |               |               |              |              |              |               |

Relació de candidats electes segons l'etiqueta atorgada per la premsa:
| Parròquia           | Oficialistes | Oposició |
| ------------------- | ------------ | -------- |
| Canillo             | 4            | –        |
| Encamp              | 4            | –        |
| Ordino              | 4            | –        |
| La Massana          | 4            | –        |
| Andorra la Vella    | 3            | 1        |
| Sant Julià de Lòria | 4            | –        |
| Escaldes-Engordany  | –            | 4        |
| Total               | 23           | 5        |
| Font: La Vanguardia |              |          |